# 第33回サウスイースタン映画批評家協会賞
第33回サウスイースタン映画批評家協会賞（33rd Southeastern Film Critics Association）は、2024年の映画を対象とした映画賞。2024年12月16日に受賞作品が発表された。

## 受賞結果

### トップ10作品
1. 『ANORA アノーラ』
2. 『ブルータリスト』
3. 『教皇選挙』
4. 『デューン 砂の惑星PART2』
5. 『チャレンジャーズ』
6. 『Nickel Boys』
7. 『シンシン/SING SING』
8. 『ウィキッド ふたりの魔女』
9. 『サブスタンス』
10. 『名もなき者/A COMPLETE UNKNOWN』
11. 『I Saw the TV Glow』（次点）

### 部門賞

#### 主演男優賞
- エイドリアン・ブロディ - 『ブルータリスト』：ラースロー・トート
  - 次点：コールマン・ドミンゴ - 『シンシン/SING SING』：ジョン・ウィットフィールド

#### 主演女優賞
- マイキー・マディソン - 『ANORA アノーラ』：アノーラ
  - 次点：デミ・ムーア - 『サブスタンス』：エリザベス

#### 助演男優賞
- ガイ・ピアース - 『ブルータリスト』：ハリソン
  - 次点：キーラン・カルキン - 『リアル・ペイン〜心の旅〜』：ベンジー・カプラン

#### 助演女優賞
- アリアナ・グランデ - 『ウィキッド ふたりの魔女』：ガリンダ・アップランド（英語版）
  - 次点：ゾーイ・サルダナ - 『エミリア・ペレス』：リタ・モーラ・カストロ

#### アンサンブル賞
- 『教皇選挙』
  - 次点：『シンシン/SING SING』

#### 監督賞
- ブラディ・コーベット - 『ブルータリスト』
  - 次点：ショーン・ベイカー - 『ANORA アノーラ』

#### 脚本賞
- ショーン・ベイカー - 『ANORA アノーラ』
  - 次点：ブラディ・コーベット、モナ・ファストヴォルド（英語版） - 『ブルータリスト』

#### 脚色賞
- ピーター・ストローハン - 『教皇選挙』
  - 次点：ラメル・ロス（英語版）、ジョスリン・ジョーンズ（英語版） - 『Nickel Boys』

#### ドキュメンタリー映画賞
- 『Sugarcane』
  - 次点：『Super/Man: The Christopher Reeve Story』

#### 外国語映画賞
- 『エミリア・ペレス』
  - 次点：『聖なるイチジクの種』

#### アニメ映画賞
- 『野生の島のロズ』
  - 次点：『Flow』

#### 撮影賞
- グリーグ・フレイザー - 『デューン 砂の惑星PART2』
  - 次点：ジェアリン・ブラシュケ - 『ノスフェラトゥ』

#### 作曲賞
- トレント・レズナー、アッティカス・ロス - 『チャレンジャーズ』
  - 次点：ダニエル・ブルームバーグ（英語版） - 『ブルータリスト』